# Dentex barnardi
Dentex barnardi is een  straalvinnige vissensoort uit de familie van zeebrasems (Sparidae). De wetenschappelijke naam van de soort is voor het eerst geldig gepubliceerd in 1970 door Cadenat.
De soort staat op de Rode Lijst van de IUCN als niet bedreigd, beoordelingsjaar 2009.